# Beladhara, Tumkur
Beladhara là một làng thuộc tehsil Tumkur, huyện Tumkur, bang Karnataka, Ấn Độ.